# مملكة أنجليا الشرقية
مملكة أنجليا الشرقية (بالإنجليزية القديمة: Ēast Engla Rīce؛ باللاتينية: Regnum Orientalium Anglorum) كانت مملكة مستقلة لشعب الأنجل تضم ما يعرف الآن باسم المقاطعات الإنجليزية لنورفك و‌سوفولك وربما الجزء الشرقي من المستنقعات.تكونت المملكة في القرن السادس في ظل قوة مستعمرة بريطانيا الأنجلوسكسونية. حكمتها سلالة وافنغاس في القرنين السابع والثامن، ولكن سقطت في يد مرسيا في 794، ثم غزاها الدينيين في 869، وأصبحت جزءًا من دينلو. غزاها إدوارد الكبير وضمها إلى مملكته وسكس في 918 لتنضم لاحقًا إلى مملكة إنجلترا.

## تاريخيًا

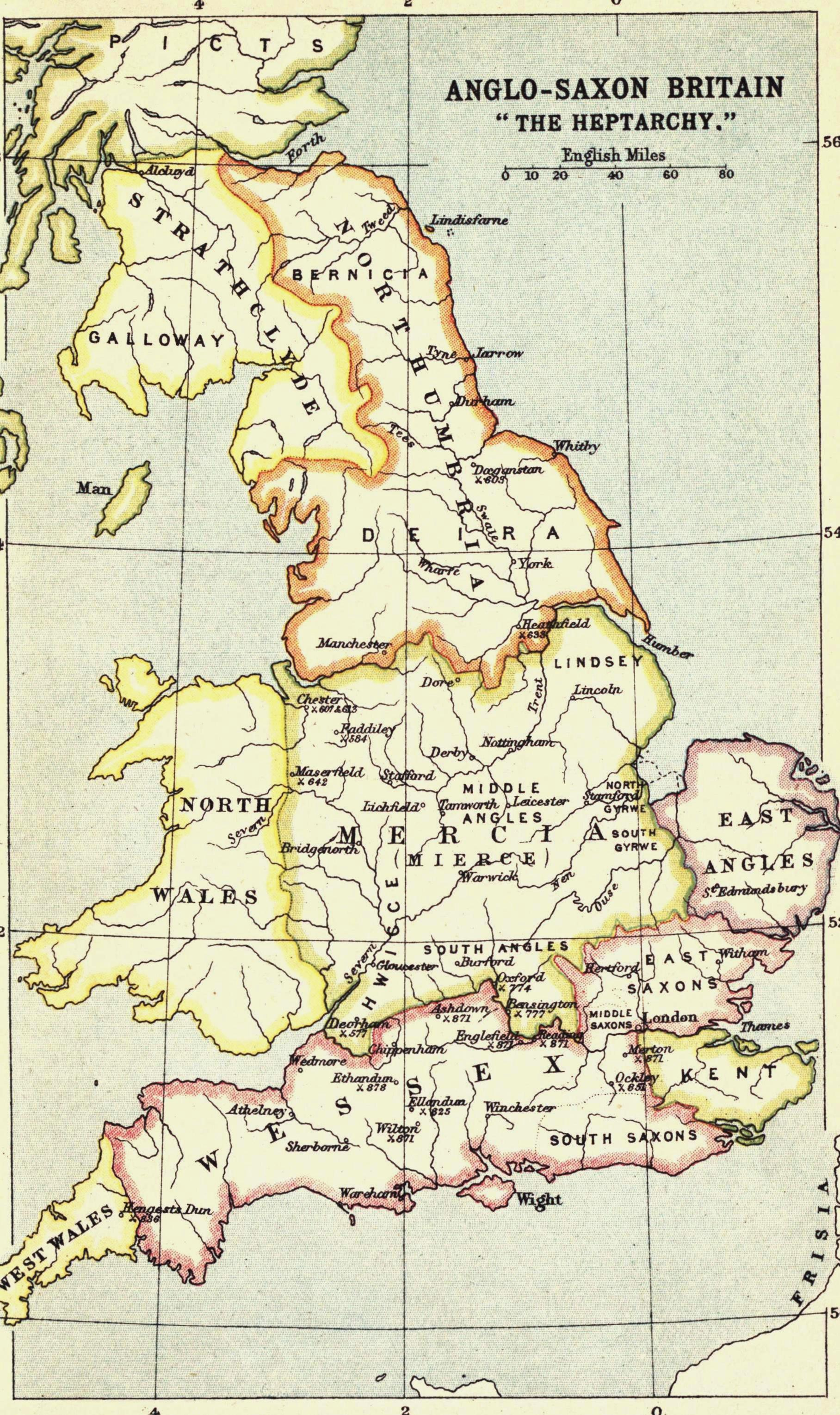
خريطة ممالك الأنجلو ساكسونية السبعية

أُسست مملكة أنجليا الشرقية في الربع الأول أو الثاني من القرن السادس، حيث اعتُبر ويها أول ملك يحكم أنجليا الشرقية، يليه الملك ووفا.
حتى عام 749، انحدر ملوك أنجليا الشرقية من سلالة ووفنغاس الحاكمة، وأُطلق عليهم هذا الاسم تيمنًا بالحاكم ووفا شبه التاريخي. في أوائل القرن السابع، كانت المملكة الأنجلوسكسونية قوية في ظل حكم ريدوالد ملك أنجليا الشرقية. رأى العديد من الباحثين ريدوالد، أول ملك لأنجليا الشرقية يعتنق المسيحيةً، أنه الشخص الذي دُفن (أو يجري إحياء ذكراه) داخل سفينة دفن في ساتون هوو، بالقرب من وودبريدج. خلال العقود التي تلت وفاته نحو عام 624، ازدادت هيمنة مملكة مرسيا على أنجليا الشرقية. قُتل العديد من خلفاء ريدوالد في المعارك، مثل سيغيبرهت (قُتل نحو عام 641)، أثناء فترة حكمه ورُسّخت الديانة المسيحية بتوجيه من فيليكس أسقف برغونية.
لم تعُد أنجليا الشرقية مملكة مستقلة منذ وفاة إثلبرت الثاني على يد الميرسيون في عام 794 وحتى عام 825، بصرف النظر عن تأكيد خضوعها الوجيز لحكم إيدوالد في عام 796. بقيت المملكة صامدة حتى عام 869 عندما هزم الفايكنغ شعب أنجليا الشرقية في معركة وقٌتل ملكهم، إدموند الشهيد. بعد عام 879، استوطن الفايكنغ بشكل دائم في أنجليا الشرقية. في عام 903، حرض الملك المنفي، إيثلوود إيثلنغ، الدنماركيين القاطنين في أنجليا الشرقية على شن حرب كارثية على ابن عمه إدوارد الكبير. بحلول عام 917، وبعد سلسلة من الهزائم الدنماركية، خضعت أنجليا الشرقية لإدوارد وضُمت إلى مملكة إنجلترا، لتصبح أرليّة فيما بعد.

### الاستيطان
استوطن الأنجلوسكسونيون منطقة أنجليا الشرقية في وقت أبكر مقارنة بالمناطق الأخرى. انبثق ذلك عن الاستيطان والتضامن السياسي لشعب الأنجل في المنطقة التقريبية من الأراضي السابقة لقبيلة إيسيني وسيفيتاس روما القديمة، بمركزها الذي يقع في فينتا إيسينورم، بالقرب من کایستور سانت إدموند. وفقًا لبيدي، انحدر أنجل الشرق (وأنجل الوسط والميرسيون وشعب نورثمبريا) من سكان أنغلن (في ألمانيا الحديثة حاليًا). يعود تاريخ أول إشارة إلى شعب أنجليا الشرقية إلى نحو عام 704–713، إذ ورد ذكرهم في كتاب ويتبي بعنوان حياة القديس غريغوري.
كانت أنجليا الشرقية إحدى الممالك السبع التي عُرفت لدى مؤرخي ما بعد العصور الوسطى بالممالك السبعة، وهو المخطط الذي استخدمه المؤرخ هنري هانتينغدون في القرن الثاني عشر. تساءل بعض مؤرخي العصر الحديث عما إذا تواجدت الممالك السبعة بالتزامن وادّعوا أن الوضع السياسي كان أكثر تعقيدًا.